# Festungsmuseum Salzburg

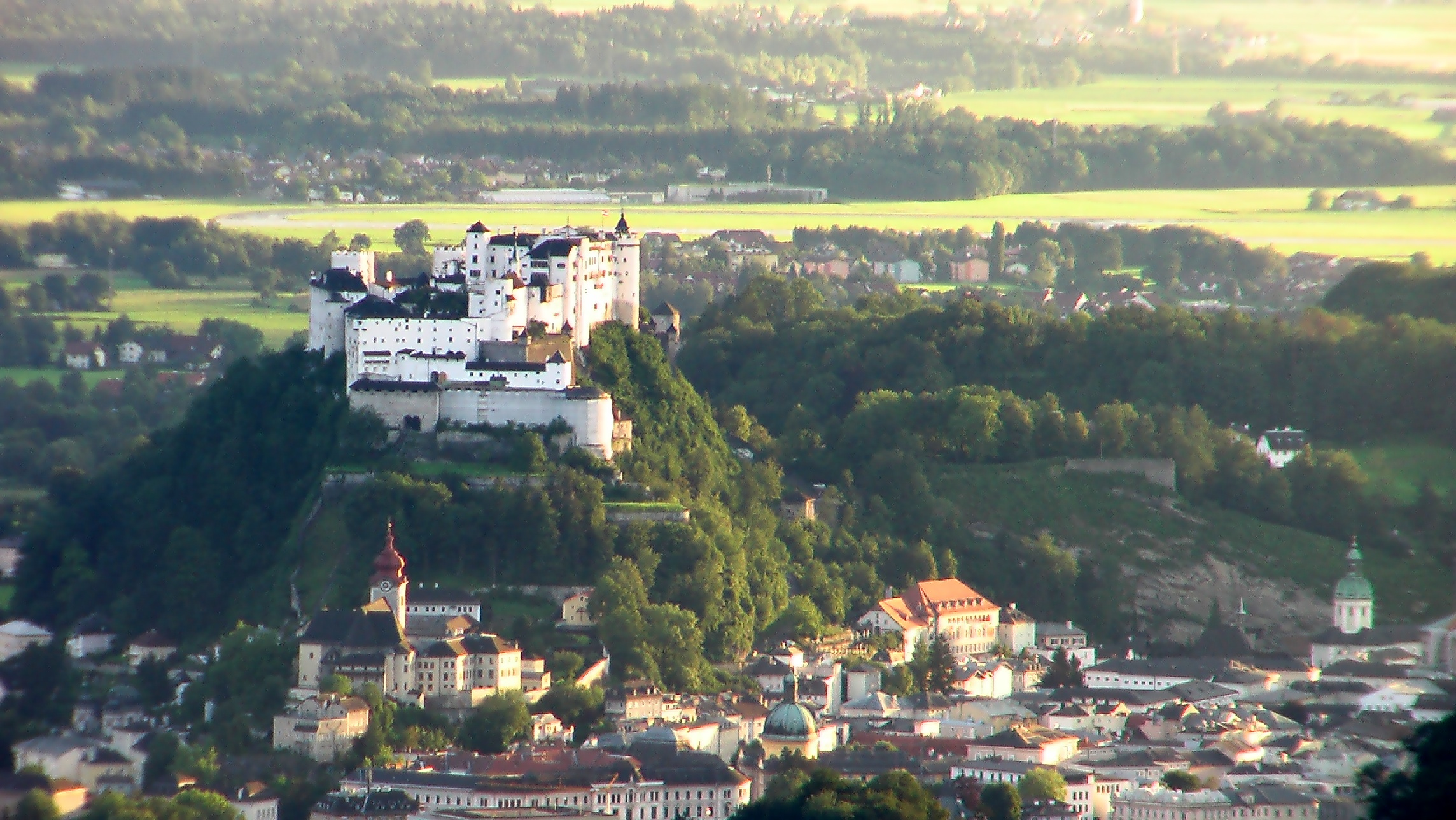
Festung Hohensalzburg

Das Festungsmuseum des Salzburg Museums (früher Salzburger Museum Carolino Augusteum) befindet sich im Hohen Stock der Festung Hohensalzburg in Salzburg.
Im Jahre 2000 erfolgte eine Neugestaltung, die mit dem Österreichischen Museumspreis 2001 ausgezeichnet wurde. 
Präsentiert werden Themen wie die Baugeschichte der Festung, Wohnen und Kochen im Mittelalter und in der frühen Neuzeit sowie Waffen und Militärmusik. Über das Festungsmuseum sind die historischen Prunkräume der Festung erreichbar.